# Беловеж (Запорожская область)
Беловеж (укр. Біловеж) — село,
Вишневатский сельский совет,
Розовский район,
Запорожская область,
Украина.
Код КОАТУУ — 2324981203. Население по переписи 2001 года составляло 132 человека.

## Географическое положение
Село Беловеж находится в 1,5 км от правого берега реки Кальчик,
на расстоянии в 1 км от села Листвянка.